# Ibn Rushd-Goethe-moskee
De Ibn Rushd-Goethe-moskee (Duits: Ibn-Rushd-Goethe-Moschee, Engels: Ibn Ruschd-Goethe mosque) is een moskee die bekend staat als de eerste zelfbenoemde liberale moskee in Berlijn. Het werd geopend op 16 juni 2017 en is genoemd naar de middeleeuwse Andalusisch-Arabische geleerde Ibn Rushd en de Duitse schrijver en staatsman Johann Wolfgang von Goethe. De moskee werd gesticht door Seyran Ateş, een Duitse advocaat en feministe van Koerdisch-Turkse afkomst.
De moskee wordt gekenmerkt als liberaal, omdat ze de gezichtsbedekking verbiedt en mannen en vrouwen in staat stelt gemengd te bidden. Ze staat open voor soennieten, sjiieten en andere moslims. Volle sluiers zoals boerka's of nikabs zijn niet toegestaan. Mannen en vrouwen bidden samen in de moskee en vrouwen zijn niet verplicht om een hoofddoek te dragen. Bovendien mogen homoseksuelen de moskee betreden en kunnen ze ook bidden. Het is de eerste moskee in zijn soort in Duitsland en een van de eerste in Europa, evenals de hele wereld.
Oprichter Seyran Ateş zei: "We hebben een historisch-kritische exegese van de Koran nodig" en "Een tekst uit de 7e eeuw mag en kan niet letterlijk opgenomen worden." We zijn ervan overtuigd dat we de Koran moeten lezen, die gericht is op barmhartigheid, liefde voor God en vrede. De moskee zal een "plaats zijn voor al de mensen die niet voldoen aan de regels en voorschriften van conservatieve moslims".